# Pithanus maerkelii
Pithanus maerkelii är en insektsart som först beskrevs av Herrich-schaeffer 1838.  Pithanus maerkelii ingår i släktet Pithanus och familjen ängsskinnbaggar. Arten är reproducerande i Sverige. Inga underarter finns listade i Catalogue of Life.